# Oraisons funèbres de Bossuet
 (mai 2011).
 (mai 2011).

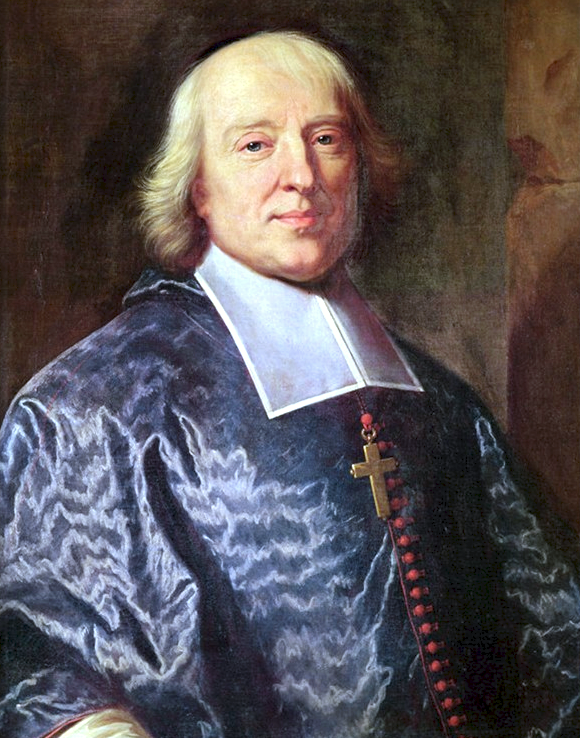
Bossuet en 1698, peint par Hyacinthe Rigaud. Florence, Galerie des Offices.

Les Oraisons funèbres de Bossuet, prélat, écrivain et prédicateur français, sont des pièces d'éloquence religieuse. Dix d'entre elles sont conservées. Le texte de deux autres est perdu.

## Contexte

### L'oraison funèbre avant Bossuet
La pratique de l'oraison funèbre remonte à l'Antiquité.
En France, dès le XVIe siècle, le genre est très développé. Un exemple célèbre est l'Oraison funèbre sur la mort de monsieur de Ronsard (1586), de Jacques Davy du Perron. L'éloge n'y est pas triste et n'a pas le caractère religieux d'un sermon. L'orateur présente simplement Ronsard comme un grand poète de l'amour et comme un remarquable défenseur de l'Église.
Au début du XVIIe siècle, la déploration s'ajoute à l'éloge : on se lamente sur le vide laissé, sur le désarroi causé par l'absence du défunt. Une plainte revient souvent : « Qu'allons-nous devenir, privés d'un tel soutien ? » La mort étend son ombre sur l'oraison funèbre, qui devient triste. La mort des rois, celle d'Henri IV en particulier, suscite un grand nombre d'oraisons funèbres tristes. Les considérations religieuses y trouvent maintenant place.
Dans les années 1640 et 1650, de nouveaux éléments apparaissent, sous l'influence peut-être du courant baroque : l'hyperbole, la complication, une présence plus importante encore de la mort. Ces nouveautés dérivent parfois vers des outrances. Le recours à l'idée de la mort n'est pas exempt d'effets de réalisme macabre. Mais il va permettre d'offrir à tous les auditeurs une leçon : la mort finit toujours par triompher de la grandeur, de la puissance et de la richesse.
Bossuet est généralement présenté comme un novateur qui aurait profondément bouleversé l'art de l'oraison funèbre. Jacques Truchet (de) combat cette idée, en proposant l'exemple d'une des oraisons funèbres d'Anne d'Autriche, celle délivrée par le jeune Jean-Louis de Fromentières. Elle annonce les principes et la technique de Bossuet…
- On y trouve la citation biblique Et nunc, reges, intelligite[11], qui sera mise par Bossuet en exergue de l'Oraison funèbre de Henriette-Marie de France.
- La mort de la reine est pour Fromentières « un de ces grands événements dont la Providence se sert pour instruire tout un siècle[10] ». Les volontés de la Providence constituent l'idée maîtresse de l'œuvre de Bossuet, notamment dans ses oraisons funèbres[12].
- Le texte de Fromentières s'organise, remarque Truchet, « autour de grandes pensées chrétiennes. En tête de chaque point se trouve un développement doctrinal. » Il s'agit de faire l'éloge d'Anne d'Autriche, tout en instruisant l'auditeur. Le discours évoque l'affliction du peuple de France, la perte des biens terrestres, mais offre surtout une leçon chrétienne : le caractère incorruptible et immortel de la conduite édifiante de la reine[10].

Cet exemple est pris en 1666. Truchet en déduit qu'« au moment où Bossuet se disposait à composer les oraisons funèbres de ceux que l'on appelait les grands du monde, les principes et la technique du genre étaient élaborés ».

### L'oraison funèbre selon Bossuet
Il nous reste aujourd'hui de Bossuet dix oraisons funèbres, dont deux sont particulièrement célèbres, celle d'Henriette d'Angleterre (1670) et celle du Grand Condé (1687). Les oraisons funèbres de Bossuet font mention, souvent de manière détournée, de toutes les controverses religieuses de l'époque : le jansénisme, le courant libertin… Les thèmes le plus souvent repris par l'orateur sont la Providence divine, l'orgueil humain, la conversion et, surtout, la mort. Ces thèmes sont illustrés par le contexte dans lequel vécut le personnage dont Bossuet retrace l'existence : l'oraison funèbre d'Henriette de France comprend un tableau historique de la première révolution anglaise, celle de Le Tellier évoque la Fronde, celle de Condé livre le récit des batailles de Rocroi et de Fribourg,.
En tant que premier aumônier de Marie-Anne de Bavière, Bossuet prononce deux allocutions en avril et mai 1690, lors de la remise du cœur, puis du corps de la défunte. On ne les considère pas comme des oraisons funèbres.

## Les quatre premières oraisons funèbres de Bossuet
Bossuet n'appréciait guère ce travail, mais il ne pouvait pas toujours échapper aux sollicitations,. Dans la période 1655-1663, il accepte de prononcer des oraisons funèbres parce qu'elles concernent des personnages vertueux. Il ne les publie pas. Nous en connaissons quatre.
- Décembre 1655[24]. Oraison funèbre de madame Yolande de Monterby, abbesse des religieuses bernardines[25] (abbesse du Petit Clairvaux, à Metz[23]). Le manuscrit est conservé[26].
- Automne 1658[6]. Oraison funèbre de messire Henri de Gornay[27] (seigneur de Talange et de Louyn-sur-Seille, maître échevin de Metz[23]). Le manuscrit est conservé[28].
- 20 décembre 1662, dans l'église de l'Oratoire. Oraison funèbre du révérend père Bourgoing, supérieur général de la congrégation de l'Oratoire[29]. Le manuscrit circule, puis est perdu. On a comme sources l'édition de Jean-Pierre Deforis et celle du père Anselme Batterel[30].
- 27 juin 1663. Oraison funèbre de messire Nicolas Cornet, grand maître du collège de Navarre[31]. Le manuscrit est perdu. On a comme source le texte « fort suspect » publié à Amsterdam en 1698 par Charles-François Cornet de Coupel, petit-neveu du défunt[32].

## Les oraisons funèbres disparues
- En 1666, la mort d'Anne d'Autriche donne lieu à plusieurs oraisons funèbres : celle de Jean-François Senault, celle de Jean-Louis de Fromentières[33], celle de Jules Mascaron (dans l'église de l'Oratoire), celle du « médiocre prédicateur[34] » François Faure, évêque d'Amiens (lors des funérailles, dans la basilique Saint-Denis). Quelques jours après les funérailles, lors d'un service anniversaire, Bossuet fait devant le roi, dans la chapelle du château de Saint-Germain, l'Éloge funèbre de la reine Anne d'Autriche[35].
- En 1686, il prononce l'oraison funèbre de Marie Constance du Blé d’Uxelles, abbesse de Faremoutiers[21].

Le texte de ces deux oraisons funèbres de Bossuet n'est pas arrivé jusqu'à nous.

## Les six oraisons funèbres publiées par Bossuet
En 1689, Bossuet publie six oraisons funèbres d'importants personnages. Prononcées de 1669 à 1687,, ce sont les six dernières de celles dont le texte est conservé. Régulièrement rééditées, elles restent les plus connues.

### Oraison funèbre d'Henriette de France (1669)
Exorde. Dieu instruit les rois non seulement à travers les Écritures mais aussi à travers les événements du monde. Bossuet invite l’assistance à considérer la vie mouvementée de la Reine d'Angleterre.
Premier point : la vie heureuse. Rappel de la naissance illustre de la reine et de son mariage avec Charles Ier d'Angleterre. Générosité et charité de la reine, son dévouement pour l’Église catholique. Elle a permis de réconcilier la France et l'Angleterre.
Deuxième point (bien plus développé) : les malheurs qui ont frappé la reine. Bossuet en rend responsable la Révolution anglaise et surtout la Réforme et sa « fureur de disputer des choses divines sans fin, sans règle, et sans soumission. » Le roi a été victime d'une révolte suscitée par un intrigant : portrait de Cromwell. Bossuet insiste sur l'admirable courage de la reine dans les épreuves qu'elle a traversées. Rappel de son exil et de sa misère en France. Elle ne vivait que pour Dieu.
Péroraison : sa mort laisse de nombreux regrets. Bossuet forme le vœu que ces terribles événements ne se reproduisent plus et que la reine connaisse la félicité éternelle.

### Oraison funèbre d'Henriette d'Angleterre (1670)
Exorde. La vie de « Madame » témoigne du néant et de la grandeur de l'homme.
Premier point: "ce qu'une mort soudaine lui a ravi". La mort frappe tous les hommes, sans tenir compte de leur statut social. La princesse était de très haute naissance et d'une grande valeur personnelle. Mais la mort a tout emporté. Premier récit, pathétique, de la mort de Madame. Cette jeune princesse, qui laissait entrevoir de grandes espérances, n'est plus qu'"un cadavre, non, pas même un cadavre, mais un je ne sais quoi qui n'a de nom dans aucune langue."
Deuxième point: "ce qu'une mort soudaine lui a donné". On ne peut juger un homme que selon son rapport avec Dieu. Madame est un témoignage de l'action divine. Dieu lui a donné à la fois une grâce de conversion qui l'a amenée à la foi catholique, et la grâce de persévérer dans sa foi. Deuxième récit, mystique, de sa mort.
Péroraison. Bossuet exalte la sagesse de Dieu, qui a guidé la princesse toute sa vie.

### Oraison funèbre d'Anne de Gonzague de Clèves (1684)
Exorde. Même les hommes les plus éloignés de Dieu peuvent et doivent se convertir: "Mon discours, dont vous vous croyez peut-être les juges, vous jugera au dernier jour."
Premier point : la princesse dans l'ignorance de la foi. Sa naissance, son enfance paisible dans les couvents. Sa jeunesse dissipée, ses intrigues, son éloignement de Dieu : dénonciation des incroyants.
Deuxième point : la conversion. Intervention de Dieu pour assurer son salut. Un songe la convertit, un autre lui donne l'espérance du salut. Éloge de sa vie pénitente: sa charité, sa constance dans les épreuves, sa foi dans l'amour de Dieu.
Péroraison. Bossuet invite chacun à ouvrir son cœur à Dieu et évoque le Jugement dernier.

## Commentaires
Pour Voltaire, les oraisons funèbres réclament « de l'imagination et une grandeur majestueuse qui tient un peu à la poésie […] Les sujets de ces pièces d'éloquence sont heureux, à proportion des malheurs que les morts ont éprouvés. C'est en quelque façon comme dans les tragédies, où les grandes infortunes des principaux personnages sont ce qui intéresse davantage. »
« Sans cesse occupé du tombeau, dit Chateaubriand, et comme penché sur les gouffres d’une autre vie, Bossuet aime à laisser tomber de sa bouche ces grands mots de temps et de mort, qui retentissent dans les abîmes silencieux de l’éternité. Il se plonge, il se noie dans des tristesses incroyables, dans d’inconcevables douleurs. Les cœurs, après plus d’un siècle, retentissent encore du fameux cri : Madame se meurt, Madame est morte. Jamais les rois ont-ils reçu de pareilles leçons ? jamais la philosophie s’exprima-t-elle avec autant d’indépendance ? »
« Par une idée naturelle, dit Gustave Lanson, et pourtant nouvelle, Bossuet fait de l’éloge des morts une méditation sur la mort. L’occasion du discours en devient la base : à la lumière de la mort Bossuet regarde les occupations de la vie, par la mort il juge et règle la vie. De là l’unité religieuse et esthétique à la fois des oraisons funèbres : de cette idée centrale la lumière se distribue à toutes les idées, les enveloppe et les lie […] Mais ce qui domine et enveloppe l’instruction et la biographie, la morale et l’histoire, dans ces oraisons funèbres, c’est l’émotion personnelle de l’orateur. Aussi les plus belles sont-elles celles où il parle des gens qu’il a connus et aimés, de Madame ou du prince de Condé. Sa sympathie, son admiration, sa douleur se répandent largement. »

## Publication

### Premières éditions
Bossuet ne publie lui-même que six de ses oraisons funèbres, les dernières, celles de grands personnages. Après des éditions ponctuelles, il les réunit toutes les six en 1689 sous le titre Recueil d'oraisons funèbres composées par messire Jacques-Bénigne Bossuet, évesque de Meaux, chez Mabre-Cramoisy,. Les manuscrits ne sont pas conservés, mais c'est l'auteur lui-même qui a procédé aux corrections. On considère donc le texte de cette édition comme définitif.
En 1762, Claude Lequeux publie à Paris, chez Desaint et Saillant, une édition critique des six dernières oraisons funèbres, intitulée Recueil des oraisons funèbres,.

### Éditions récentes
- Bossuet, Œuvres, éd. d'Yvonne Champailler et Bernard Velat, coll. « Bibliothèque de la Pléiade », Paris, Gallimard, 1979[42].
- Bossuet, Oraisons funèbres, éd. présentée, établie et annotée par Jacques Truchet (de), coll. « Folio classique », Paris, Gallimard, 2004[43].
- Jacques-Bénigne Bossuet, Oraisons funèbres : éloquence sacrée, éd. présentée, établie et annotée par Anne Régent-Susini, coll. « Petits classiques Larousse », Paris, Larousse-Sejer, 2004[44].